# Aniela
Anielaⓘ – imię żeńskie, które jest spolszczoną formą łacińskiego imienia Angela, pochodzącego od greckiego słowa ángelos „posłaniec”. Imię trafiło do Polski z Włoch prawdopodobnie w XVIII wieku. W świecie chrześcijańskim upowszechniło się jako nawiązanie do aniołów i Anioła Stróża. Jest żeńskim odpowiednikiem imienia Anioł (Angel).
Aniela imieniny obchodzi 4 stycznia, 27 stycznia, 28 marca, 30 marca, 1 maja, 31 maja, 10 lipca i 18 listopada.

## Osoby noszące imię Aniela
- Aniela z Foligno – święta włoska, mistyczka i tercjarka franciszkańska
- Aniela Chałubińska – polska naukowczyni – geolog i geograf
- Aniela Gruszecka – pisarka
- Aniela Kozłowska – botanik, fitopatolog, wirusolog
- Aniela Merici – święta włoska, założycielka Zgromadzenia Sióstr Urszulanek
- Aniela Róża Godecka – sługa Boża, współzałożycielka Zgromadzenia Małych Sióstr Niepokalanego Serca Maryi (honoratek)
- Aniela od Krzyża – święta hiszpańska, założycielka Zgromadzenia Sióstr od Krzyża
- Aniela Salawa – polska błogosławiona katolicka
- Aniela Tułodziecka – działaczka społeczna i oświatowa
- Aniela Zagórska – tłumaczka dzieł Josepha Conrada
- Angela Bassett – amerykańska aktorka
- Angela Carter – angielska pisarka i publicystka
- Angela Davis – działaczka na rzecz emancypacji Afroamerykanów w USA
- Angela Merkel – niemiecka naukowczyni i polityk, kanclerz Niemiec

## Postacie literackie o tym imieniu
- Aniela – postać w Beniowskim Juliusza Słowackiego
- Aniela – siostra głównego bohatera w noweli Gloria victis Elizy Orzeszkowej
- Aniela Dobrójska – bohaterka Ślubów panieńskich Aleksandra Fredry
- Aniela Dulska – tytułowa bohaterka Moralności pani Dulskiej Gabrieli Zapolskiej
- Aniela Kowalik – tytułowa bohaterka książki Małgorzaty Musierowicz Kłamczucha, pojawia się też w innych utworach tej autorki
- Anielka – tytułowa bohaterka powieści Bolesława Prusa
- Anielka Kromnicka – bohaterka powieści Henryka Sienkiewicza Bez dogmatu
- Aniela Solińska – bohaterka powieści M jak dżeM, Kawa dla Kota oraz Miłość bez konserwantów Agnieszki Tyszki
- Angela – czarownica z serii powieści Dziedzictwo Christophera Paoliniego